# The Last Days
The Last Days este un film documentar realizat în anul 1998 în regia lui James Moll, cu colaborare cu Steven Spielberg. Filmul povestește drama a cinci supraviețuitori ai Holocaustului.
Unul din protagoniștii filmului a fost Randolph Braham (1922-2018), originar din București.
În 1999, a primit Premiul Oscar pentru cel mai bun film documentar.